# Talaat Pașa
Mehmed Talaat Paşa (în turcă otomană محمد طلعت پاشا; în turcă Mehmet Talât Pașa; n. 1 septembrie 1874, Kărgeali, Imperiul Otoman – d. 15 martie 1921, Berlin, Republica de la Weimar), cunoscut sub numele de Talaat Paşa, a fost unul dintre membrii triumviratului cunoscut sub numele de Cei Trei Pași care a condus de facto Imperiul Otoman în timpul Primului Război MondialÀ. Cariera sa în politica otomană a început în 1908 prin alegerea ca deputat de Edirne, el fiind numit apoi ca ministru de interne și ministru de finanțe și în cele din urmă, în 1917, ca Mare Vizir (funcție echivalentă cu cea de prim-ministru). În calitate de ministru de interne, Talaat Pașa a ordonat la data de 24 aprilie 1915 arestarea și deportarea intelectualilor armeni din Constantinopol, cei mai mulți dintre ei fiind în cele din urmă uciși, iar pe 30 mai 1915 a solicitat punerea în aplicare a Legii Tehcir (Legea Deportării Temporare); aceste evenimente au reprezentat începutul Genocidului Armean. Talaat este considerat principalul autor al Genocidului. El a fost unul dintre liderii mișcării politice a Junilor Turci și primul Mare Maestru turc al Francmasoneriei, potrivit Marii Loje a Masonilor Liberi și Acceptați din Turcia.
În noaptea de 2–3 noiembrie 1918 și cu ajutorul lui Ahmed Izzet Paşa, Talaat Paşa și Ismail Enver Paşa (cei doi principali autori ai Genocidului) au părăsit Imperiul Otoman. Talaat a fost asasinat la Berlin în 1921 de către Soghomon Tehlirian (în cadrul Operațiunii Nemesis), unul dintre supraviețuitorii Genocidului Armean.

## Primii ani
Mehmed Talaat s-a născut în 1874 în orașul Kırcaali din vilayetul Edirne într-o familie de origine pomacă și turcă. Tatăl său provenea dintr-un sat aflat în colțul muntos de sud-est al Bulgariei de astăzi și era un funcționar public de rang inferior ce lucra pentru guvernul Imperiului Otoman. Mehmed Talaat avea o constituție fizică solidă și un ten de culoare închisă. Manierele sale erau grosolane, ceea ce l-a făcut să intre în conflict cu profesorul de la școala pregătitoare a funcționarilor civili și să abandoneze studiile fără a obține un certificat de absolvire. Fără a avea o diplomă, el s-a angajat ca funcționar la compania de poștă și telegraf din Edirne. Salariul său nu era mare, așa că a lucrat după program ca profesor de limba turcă la Școala Alianței Israelite care deservea comunitatea evreiască din Edirne.
La vârsta de 21 de ani a avut o relație amoroasă cu fiica unui director evreu pentru care lucra. El a fost prins trimițând o telegramă în care scria: „Lucrurile merg bine. În curând îmi voi atinge scopul”. Alături de doi dintre prietenii săi de la oficiul poștal a fost acuzat că a folosit neautorizat telegraful și a fost arestat în 1893. El a susținut că mesajul în cauză era adresat iubitei sale. Fata evreică l-a apărat. Condamnat la doi ani de închisoare, el a fost grațiat, dar detașat ca funcționar poștal la Salonic.
S-a căsătorit pe 19 martie 1910 cu Hayriye Hanim (cunoscută mai târziu sub numele de Hayriye Talaat Bafralı), o tânără din Ioannina.
Între 1898 și 1908 a lucrat ca funcționar poștal la Oficiul Poștal din Salonic. Ulterior, după 10 ani de muncă la această unitate, a devenit șef al Oficiului Poștal din Salonic.

## Revoluția Junilor Turci
În 1908 a fost demis din calitatea de membru al Comitetului Uniunii și Progresului (CUP), nucleul mișcării Junilor Turci. Cu toate acestea, după Revoluția Junilor Turci din 1908, el a devenit deputat de Edirne în Parlamentul Otoman și în iulie 1909 a fost numit ministru al afacerilor interne. Ulterior a devenit ministru al poștelor și apoi secretar general al CUP în 1912.
După asasinarea primului ministru (Mare Vizir) Mahmud Șevket Pașa în iulie 1913, Talaat Pașa a devenit din nou ministru al afacerilor interne. Talaat, Enver Pașa și Gemal Pașa au format un grup cunoscut mai târziu ca Cele Trei Pașale. Acești bărbați au format triumviratul care a condus guvernul otoman până la sfârșitul Primului Război Mondial în octombrie 1918.

## Genocidul Armean
Potrivit unor surse diverse, Talaat Pașa a conceput planuri pentru a-i extermina pe armeni încă din 1910. Filologul danez Johannes Østrup a scris în memoriile sale că, în toamna anului 1910, Talaat i-a vorbit deschis despre planurile sale de a-i „extermina” pe armeni. Potrivit lui Østrup, Talaat a declarat: „Dacă voi ajunge vreodată la putere în această țară, mă voi folosi de toată puterea mea pentru a-i extermina pe armeni.” În luna noiembrie a acelui an, o decizie de a urma un astfel de plan a fost adoptată la Salonic, unde membrii proeminenți ai Comitetului Uniunii și Progresului (CUP) au organizat o conferință secretă. Conferința a concluzionat că ideologia Imperiului Otoman, care promova egalitatea între musulmani și non-musulmani, nu mai era compatibilă din punct de vedere ideologic și că Imperiul Otoman trebuia să adopte o politică de turcificare. Talaat, care a participat la conferință, a fost un susținător de frunte al acestei schimbări de politică și a afirmat într-un discurs că: „nu poate fi vorba de egalitate până când nu vom izbuti în misiunea noastră de otomanizare a imperiului.” O astfel de decizie presupunea în cele din urmă asimilarea elementelor non-turcești din cadrul Imperiului și, dacă era necesar, realizarea acesteia prin forță. Ambasadorul britanic Gerard Lowther a concluzionat după conferință că: „comitetul a renunțat la orice idee de otomanizare a tuturor elementelor non-turcești pe calea constituțională. Pentru ei „otoman” înseamnă „turc” și politica lor actuală de„ otomanizare” înseamnă asimilarea elementelor non-turcești în mortarul turcesc.”
Talaat, împreună cu Enver și Gemal, au reprezentat facțiunea radicală a comitetului. În 1913 facțiunea a preluat în cele din urmă puterea printr-o lovitură de stat violentă ce a stabilit dominația celor Trei Pași, care a fost, de asemenea, cunoscută sub numele de „triumviratul dictatorial”. Cei Trei Pași au fost responsabili în mare măsură pentru intrarea Imperiului Otoman în Primul Război Mondial. Odată cu începerea Primului Război Mondial, cei Trei Pași au găsit o oportunitate adecvată pentru a începe campania de exterminare a armenilor din Imperiul Otoman.

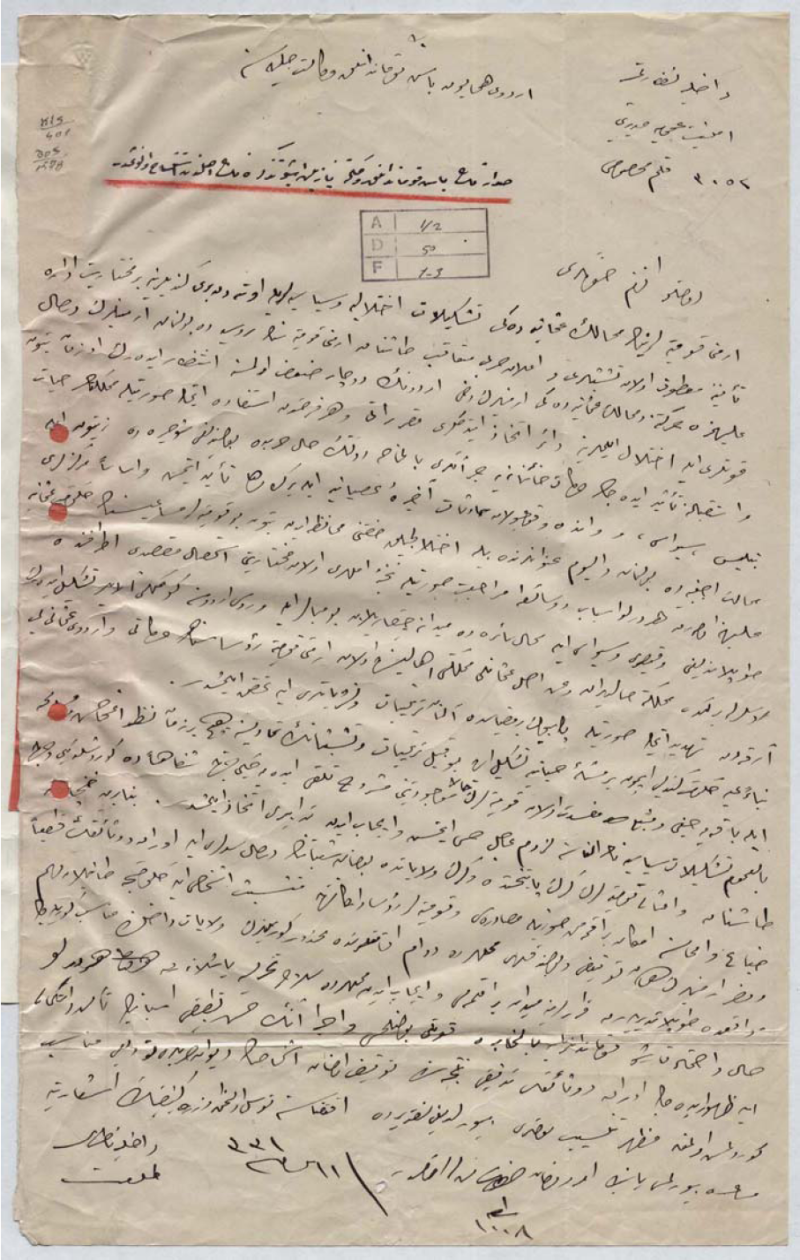
Copia instrucțiunilor originale ale lui Talaat din 24 aprilie 1915 pentru arestarea intelectualilor și ai liderilor comunității armene

Pe 24 aprilie 1915 Talaat a emis un ordin prin care erau desființate toate organizațiile politice armene care funcționau în cadrul Imperiului Otoman și arestarea armenilor ce făceau parte din ele, justificându-și acțiunea prin existența unor dovezi că organizațiile erau controlate din afara imperiului, incitau la revolte în spatele liniilor otomane  și cooperau cu forțele ruse. Acest ordin a dus la arestarea în noaptea de 24/25 aprilie 1915 a 235-270 de lideri ai comunității armene din Istanbul, inclusiv politicieni, clerici, medici, scriitori, jurnaliști, avocați și profesori, ei fiind uciși ulterior în majoritate. Deși uciderea în masă a civililor armeni începuse în vilayetul Van cu câteva săptămâni mai devreme, aceste arestări în masă în Istanbul sunt considerate de către mulți istorici ca începutul Genocidului Armean.
Talaat a emis apoi ordinul pentru punerea în aplicare a Legii Tehcir de la 1 iunie 1915 la 8 februarie 1916, ceea ce a permis deportarea în masă a armenilor, principalul vehicul al Genocidului Armean. Deportații nu au beneficiat de nici o asistență umanitară și nu există nici o dovadă că guvernul otoman ar fi alocat provizii care ar fi fost necesare pentru a susține viața a sute de mii de deportați armeni în timpul marșului forțat spre deșertul Sirian. Între timp, deportații au fost supuși periodic violurilor și masacrelor, acestea fiind de multe ori rezultatul unor ordine directe ale CUP. Talaat, care era operator de telegraf de la o vârstă fragedă, avea instalat un telegraf în propria casă și a trimis telegrame secrete în timpul deportărilor. Acest lucru a fost confirmat de către Hayriye, soția lui Talaat, care a declarat că ea l-a văzut de multe ori folosind telegraful pentru a da ordine directe celor pe care-i credea că sunt guvernatorii provinciilor. Într-o sesiune a Parlamentului Otoman, omul de stat turc Reșid Akif Pașa a mărturisit că a descoperit documente care demonstrează procesul prin care declarațiile oficiale făceau uz de o terminologie vagă atunci când se ordonau deportări doar pentru a fi clarificate prin ordine speciale de „masacre” trimise direct de la sediul CUP sau chiar de la reședința lui Talaat. El a mărturisit:
„În timp ce am ocupat umil ultimul meu post în guvern, care abia a durat 25 până la 30 de zile, am devenit cunoscător al unor secrete. Am dat peste ceva ciudat în acest sens. Era acest ordin oficial de deportare, emis de notoriul ministru de interne și transmis în provincii. Cu toate acestea, ca urmare a [emiterii] acestui ordin oficial, Comitetul Central [al Unității și Progresului] a transmis o circulară amenințătoare către toate punctele [în provinciile], cerând încredințarea executării misiunii blestemate unor briganzi. În consecință, briganzii au executat misiunea, iar masacrele atroce au fost rezultatul.”
Hasan Tahsin Uzer, guvernator de Erzurum, a mărturisit în mod similar în cursul procesului Mamuretulaziz că unitatea specială Teskilat-ı Mahsusa, aflată sub comanda lui Behaeddin Shakir, a fost mobilizată pentru a-i ucide pe armeni și că această organizație s-a aflat în contact permanent cu Ministerul de Interne. El a explicat:
„Acolo s-a aflat atunci o altă unitate Teskilat-ı Mahsusa, iar un ordin are semnătura lui Bahaeddin Sakir pe el. Cu alte cuvinte, el trimitea telegrame în calitate de șef al Teskilat-ı Mahsusa... Bahaeddin Sakir a avut un cod. El a comunicat cu Sublima Poartă și cu Ministerul de Interne prin acel cod.”
Alte surse indică, de asemenea, că Talaat Pașa ar fi trimis telegrame ce coordonau executarea masacrului. Rafael de Nogales Méndez, un ofițer venezuelean care a servit în Armata Otomană, a vizitat Diyarbakır pe 26 iunie 1915 și a vorbit cu guvernatorul Mehmet Reșid, care a fost cunoscut mai târziu sub numele de „măcelarul din Diyarbakir”. Nogales Méndez povestește în memoriile sale că Reșid i-a precizat că a primit o telegramă direct de la Talaat prin care-i ordona: „Arde-Distruge-Omoară”. Abdulahad Nuri, un funcționar oficial responsabil cu deportările, a depus mărturie în fața curții marțiale în perioada 1919-1920 că Talaat i-a spus că obiectivul deportărilor era „exterminarea” și că el „a primit personal ordinele de exterminare”. În multe cazuri au existat instrucțiuni suplimentare pentru a „distruge” telegramele după ce erau citite.

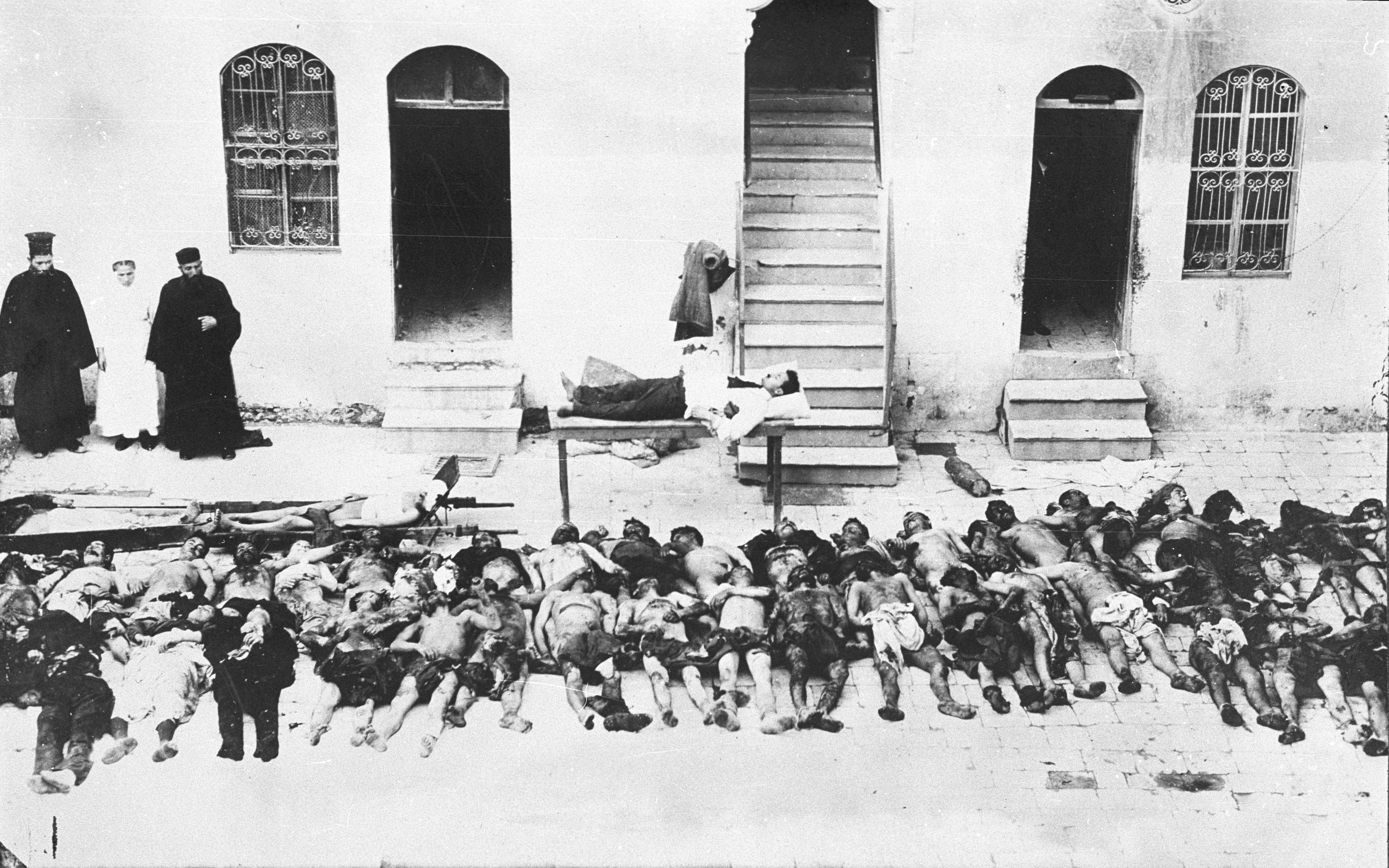
Cadavrele armenilor masacrați, 1918

Numeroși diplomați și personalități notabile l-au chestionat pe Talaat Pașa cu privire la deportări și la zvonurile despre masacre. Într-o astfel de conversație cu reprezentantul Ambasadei Germane, dr. Mordtmann, Talaat i-a declarat că scopul lui este anihilarea creștinilor din Turcia, sub acoperirea Primului Război Mondial:   
„„Turcia profită de război pentru a-i lichida pe dușmanii interni, adică pe creștinii indigeni, fără a fi deranjată de intervenția străină.””
Într-un memoriu trimis la Berlin prin care cerea schimbarea ambasadorului german Paul Wolff Metternich pentru că a intervenit pe seama  armenilor, Talaat a reafirmat acest angajament: „Acțiunea trebuie să fie făcută acum pentru că după război va fi prea târziu.” Pe la sfârșitul războiului, ambasadorul german ulterior Johann von Bernstorff a prezentat discuția sa cu Talaat: „Când am continuat să-l bat la cap despre chestiunea armeană, el mi-a spus odată cu un zâmbet: - Ce naiba vrei? Chestiunea este rezolvată, nu mai sunt armeni”. O declarație similară a fost făcută de Talaat atașatului militar suedez Einar af Wirsén: „Modul în care a fost rezolvată chestiunea armeană a fost groaznic. Eu încă pot să văd în fața mea expresia cinică a lui Talaat, atunci când a subliniat că problema armeană a fost rezolvată.” Talaat a discutat în mai multe rânduri cu ambasadorul american Henry Morgenthau Sr., căruia i-ar fi spus următoarele: „Am făcut mai mult în trei luni pentru rezolvarea Chestiunii Armene decât a realizat Abdulhamid al II-lea în treizeci de ani!” Morgenthau se referă apoi la un schimb de cuvinte pe care l-a avut cu Talaat:
„„Presupune că un număr mic de armeni te-au trădat”, am spus. „Este acesta un motiv pentru a distruge o întreagă rasă? Este aceasta o scuză pentru a face să sufere femei și copii nevinovați?” „Aceste lucruri sunt inevitabile”, a replicat el.”
Într-un alt schimb de cuvinte, Talaat a cerut de la Morgenthau lista deținătorilor americani de polițe de asigurare ce aparțineau armenilor morți într-o încercare de a-și însuși fonduri lor. Morgenthau a refuzat categoric cererea lui descriind-o ca fiind: „una dintre cele mai uimitoare cereri pe care am auzit-o vreodată”.
Oameni politici turci și personalități notabile au condamnat această politică. Feminista turcă Halide Edip scria în memoriile sale că a observat o reacție sfidătoare la Talaat Pașa, atunci când ea l-a întrebat despre deportări și exterminare. El i-ar fi spus că avea convingerea că, atâta timp cât o națiune face tot ce-i stă în putință pentru propriile interese și reușește, lumea o admiră. Abdülmecid al II-lea, ultimul calif islamic al Dinastiei Otomane, a declarat: „Mă refer la acele oribile masacre. Ele sunt cea mai mare pată care a făcut de rușine națiunea și rasa noastră. Ele au fost în întregime opera lui Talaat și Enver.”

## Mare Vizir (1917-1918)

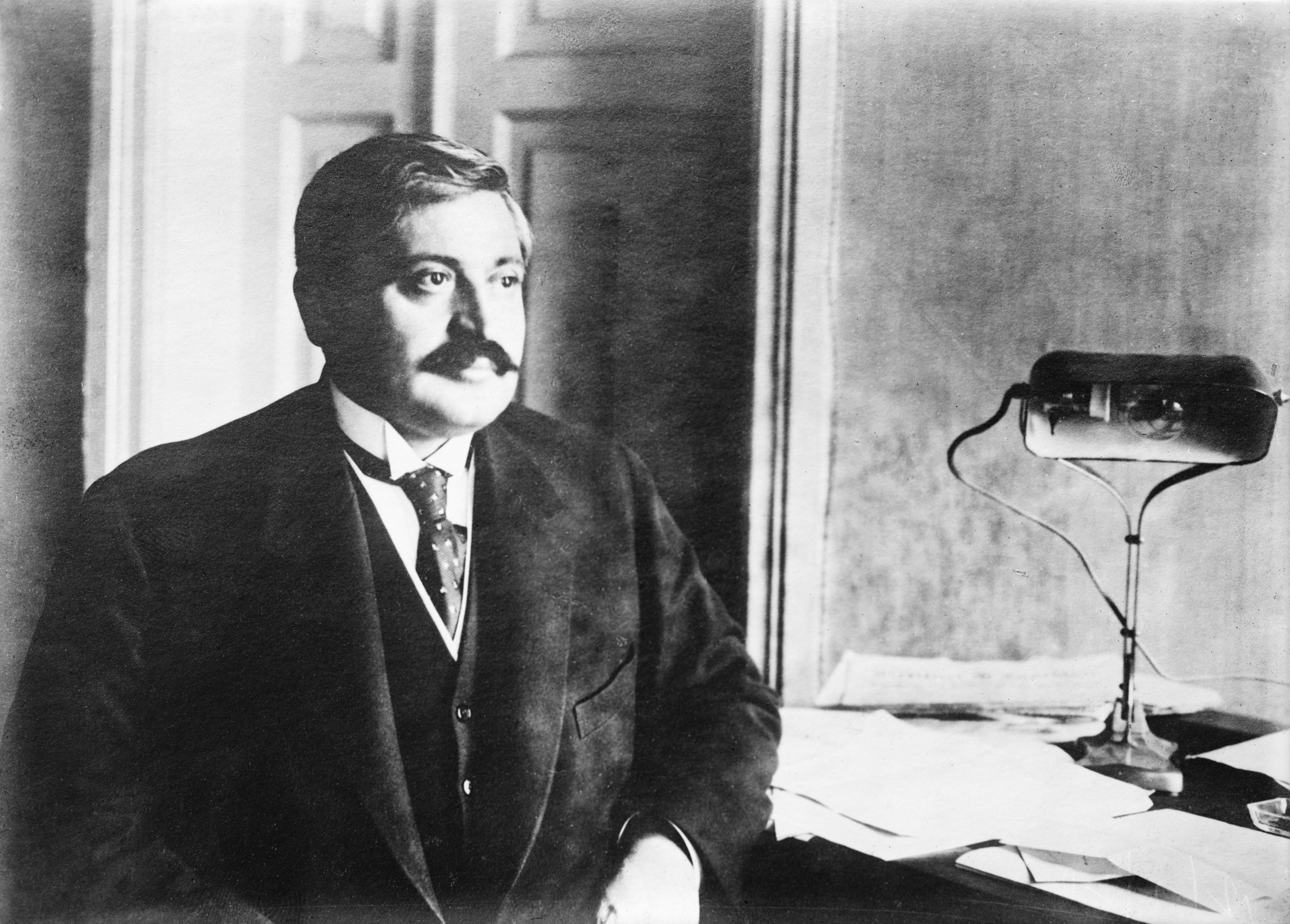
Ministrul de interne Talaat Pașa, care a ordonat arestarea armenilor în timpul Genocidului Armean.

În 1917, Talaat a devenit Mare Vizir, un post echivalent cu cel de prim-ministru, dar i-a fost imposibil să întoarcă situația militară defavorabilă a armatei oomane.
În cursul anului următor otomanii au pierdut orașele Ierusalim și Bagdad. La 11 ianuarie 1918 Lenin și Stalin au semnat decretul special Cu privire la Armenia, prin care au fost reînarmați și repatriați peste 100.000 de armeni din fosta armată a țarului pentru a fi trimiși în Caucaz cu scopul de a lupta împotriva otomanilor. La începutul lui ianuarie 1918, pe măsură ce Armata Țaristă din Caucaz se retrăgea, el a influențat adoptarea unei politici ofensive, convins că, în ciuda retoricii pacifiste ce venea de la Moscova, „leopardul rus nu și-a schimbat năravul”. Căderea orașului Kars pe 25 aprilie 1918 a returnat Turciei ultima cucerire a Rusiei prin Tratatul de la Berlin (1878) și Turcia Otomană a revenit la frontierele din 1877 cu inamicul rus. În octombrie 1918, totuși, britanicii au spulberat ambele armatele otomane cu care au luptat, iar armistițiul impus Turciei de către britanici la Mudros (30 octombrie 1918) a obligat armata otomană să părăsească Transcaucazia. Înfrângerea armatei otomane era definitivă, iar Talaat a demisionat pe 14 octombrie 1918.

## Exilul (1919-1921)

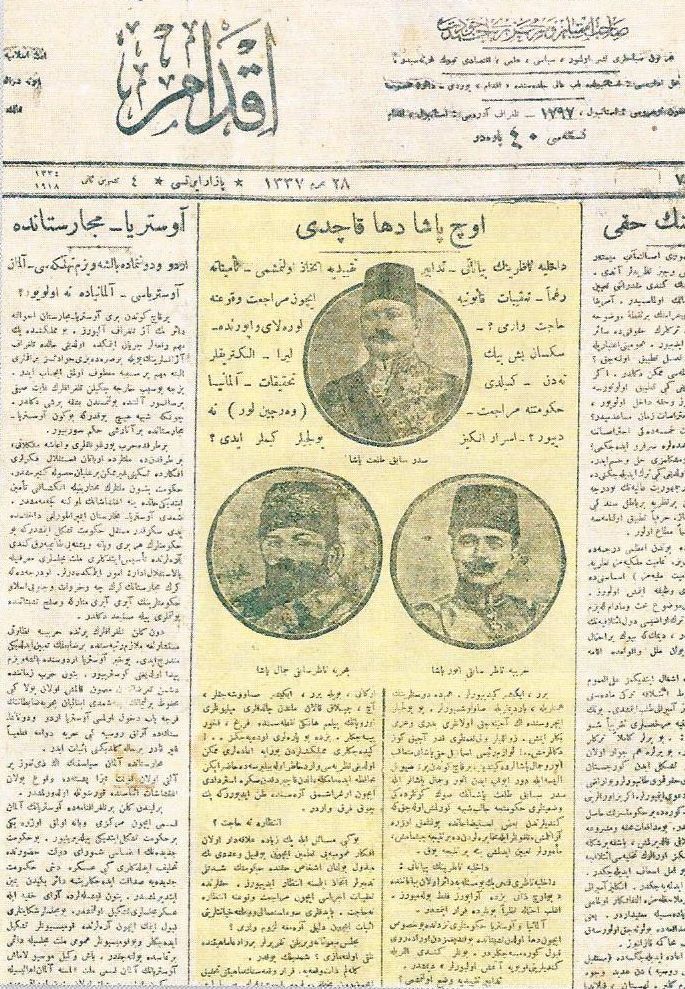
Prima pagina a ziarului otoman İkdam din 4 noiembrie 1918, după ce Cei Trei Pași au fugit din țară înainte de încheierea Primului Război Mondial.

Talaat Pașa a părăsit capitala otomană într-un submarin german pe 3 noiembrie 1918, plecând din portul Constantinopol cu destinația Berlin. O săptămână mai târziu Poarta Otomană a capitulat în fața Aliaților și a semnat Armistițiul de la Mudros.
Opinia publică a fost șocată de plecarea lui Talaat Pașa, chiar dacă se cunoștea că el obișnuia să treacă cu vederea corupția miniștrilor proveniți din cadrul CUP. Talaat Pașa avea o reputație de om curajos și patriot, părând tipul de individ care ar fi dispus să suporte consecințele acțiunilor sale. În momentul ocupării Constantinopolului Izzet Pașa a demisionat. Tevfik Pașa a preluat poziția de mare vizir în aceeași zi în care navele britanice au intrat în Cornul de Aur. Tevfik Pașa a condus guvernul otoman până la 4 martie 1919, când a fost înlocuit de Ferid Pașa, ce a dispus arestarea membrilor de frunte ai CUP.

### Curțile marțiale turcești din 1919-1920
După ocuparea Constantinopolului de către Puterile Aliate, britanicii au exercitat presiuni asupra Porții Otomane pentru a-i aduce la judecată pe conducătorii otomani care au deținut funcții de răspundere între 1914 și 1918, acuzându-i, printre altele, de Genocidul Armean. Cei care au fost prinși au fost plasați sub arest la divizia Bekiraga și au fost ulterior exilați în Malta. Sultanul Mehmed al VI-lea a înființat curțile marțiale pentru a-i pedepsi pe conducătorii Comitetului Unității și Progresului ce erau considerați vinovați pentru proasta organizare a implicării Imperiului Otoman în Primul Război Mondial. Pașii care deținuseră cele mai înalte poziții în administrație și care erau principalii vinovați pentru asasinarea armenilor puteau fi condamnați doar în contumacie deoarece fugiseră în străinătate.
Un raport adresat sultanului Mehmed al VI-lea prin ianuarie 1919 acuza peste 130 de suspecți, dintre care majoritatea erau înalți funcționari. Rechizitoriul îi învinuia pe principalii inculpați, inclusiv pe Talaat, de a fi „scufundat țara într-un nesfârșit lanț de vărsări de sânge, jafuri și abuzuri”. Ei au fost acuzați că ar fi orchestrat în mod deliberat intrarea Turciei în război „prin folosirea unor șiretlicuri și mijloace înșelătoare”. Au fost, de asemenea, acuzați de „masacrarea și distrugerea armenilor” și de încercarea de „a strânge averi pentru ei înșiși” prin „jefuirea și prădarea” victimelor de averile lor. Rechizitoriul a susținut că „masacrarea și distrugerea armenilor au fost rezultatul hotărârilor luate de Comitetul Central al Ittihadd”. Curtea a pronunțat verdictul pe 5 iulie 1919: Talaat, Enver, Gemal și dr. Nazim au fost condamnați la moarte în contumacie.
Cu toate acestea, britanicii erau hotărâți să nu-l lase pe Talaat să scape. Ei aveau informații că acesta fugise în Germania, iar Înaltul Comisar Britanic i-a presat pe Damad Ferit Pașa și pe Sublima Poartă să ceară extrădarea lui din Germania. Ca urmare a eforturilor depuse personal de către (Sir) Andrew Ryan, un fost dragoman turc și acum un membru al serviciilor de informații britanice, Germania i-a răspuns Imperiului Otoman că este dispusă să-i ofere ajutor dacă i s-ar prezenta documentele oficiale care să arate că aceste persoane au fost găsite vinovate și a adăugat că prezența acestor persoane în Germania nu putea fi încă stabilită.

### Interviul acordat lui Aubrey Herbert (1921)
Ultimul interviu oficial a fost acordat de Talaat lui Aubrey Herbert, un agent al serviciului de informații britanic. Acesta a avut loc cu nouă zile înainte de asasinarea pașei și a fost realizat în cursul unei serii de întrevederi de scurtă durată într-un parc dintr-un mic oraș german. Interviul i-a oferit lui Talaat șansa de a explica politica Imperiului Otoman din ultimii 10 ani.
Aceste întâlniri au confirmat informațiile obținute anterior de serviciile de informații care atestau că Talaat Pașa căuta sprijin din partea țărilor musulmane pentru a forma o mișcare de opoziție serioasă împotriva Puterilor Aliate și că el intenționa să se refugieze în curând la Ankara, unde avea loc formarea unei mișcări naționale turcești. În plus, Talaat Pașa a amenințat că avea de gând să incite mișcările panturcice și panislamice împotriva Angliei cu excepția cazului în care aceasta va semna un tratat de pace favorabil pentru Turcia.
În timpul acestui interviu, Talaat a menționat în mai multe rânduri că CUP căutase întotdeauna prietenia și sfatul Marii Britanii, dar acest stat nu a dorit să-i ofere nici un fel de ajutor.

### Asasinarea (1921)

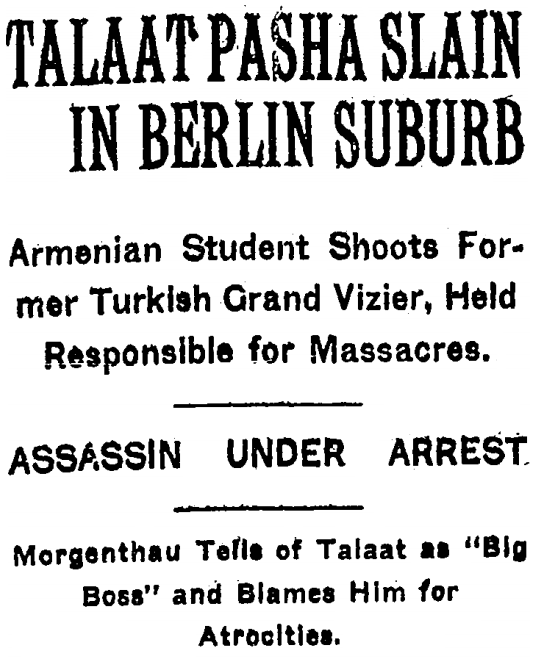
Titlul articolului din 16 martie 1921 din ziarul New York Times, în care se anunța asasinarea lui Talaat Pașa de către Soghomon Tehlirian.

Înainte de asasinat, serviciile de informații britanice l-au identificat pe Talaat în Stockholm, unde plecase pentru câteva zile. Serviciile secrete britanice au plănuit inițial să-l prindă la Berlin, unde el urma să se întoarcă, dar s-au răzgândit apoi pentru că se temeau de complicațiile pe care le-ar crea în Germania. Un alt punct de vedere al spionajului britanic a fost că Talaat trebuia să fie capturat pe mare de Royal Navy în timp ce se întorcea cu vaporul din Scandinavia. În final, s-a decis să fie lăsat să se întoarcă la Berlin pentru a se afla ceea ce încerca să realizeze prin activitățile sale din străinătate, și să se stabilească un contact direct cu el înainte de a se lua hotărârea finală. Acest lucru a fost realizat cu ajutorul lui Aubrey Herbert.
Serviciul de informații britanic a stabilit un contact cu serviciul său omolog din Uniunea Sovietică pentru a evalua situația. Planurile lui Talaat Pașa îi neliniștise pe conducătorii ruși la fel de mult ca și pe cei britanici. Cele două servicii de informații au colaborat și au semnat „mandatul de condamnare la moarte” a lui Talaat. Informații privind descrierea fizică și locuințele sale au fost transmise agenților detașați în Germania.
S-a decis că misiunea să fie executată de revoluționarii armeni. Talaat a fost asasinat cu un singur glonț pe 15 martie 1921 exact cum a ieșit din casa lui aflată în Hardenbergstrasse, Charlottenburg. Asasinul său era un membru al Federației Revoluționare Armene originar din Erzurum pe nume Soghomon Tehlirian. Soghomon Tehlirian a recunoscut că a comis crima, dar după un proces sumar ce a durat două zile, a fost găsit nevinovat de către un tribunal german, pe motiv de nebunie temporară cauzată de experiența traumatizantă prin care trecuse în timpul genocidului.

## Moștenire

### Perioada de după Primul Război Mondial

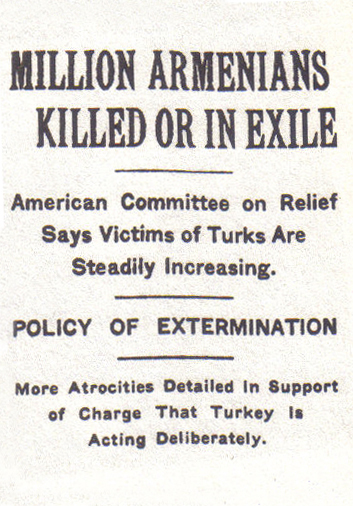
The New York Times, 15 decembrie 1915

Talaat Pașa a fost condamnat moral în întreaga lume pentru rolul său de frunte în Genocidul Armean. El a fost găsit vinovat de masacrarea armenilor și condamnat la moarte în contumacie de un tribunal turc în data de 5 iulie 1919. Comentând atrocitățile (violarea, torturarea și uciderea armenilor) petrecute pe scară largă în Turcia, ambasadorul SUA în Imperiul Otoman Henry Morgenthau a scris în memoriile sale din 1919:
„Orice fel de crime ar putea concepe cele mai perverse instincte ale minții umane și orice fel de metode rafinate de persecuție și injustiție ar putea concepe cea mai degradantă imaginație, ele au devenit nenorocirile zilnice ale acestui popor devotat. Sunt convins că nu a existat episod mai sinistru decât acesta în întreaga istorie a umanității. Marile masacre din trecut pălesc pe lângă suferințele îndurate de armeni în 1915.”

### Post-mortem
La scurt timp după asasinarea lui Talaat în martie 1921, au fost publicate Posthumous Memoirs of Talaat în volumul din octombrie al The New York Times Current History. În memoriile sale, Talaat admis că i-a deportat intenționat pe armeni în provinciile de est ale Imperiului Otoman după un plan pregătit anterior. Cu toate acestea, el i-a acuzat pe civilii armeni pentru deportări, susținând că populația civilă putea provoca o revoluție și autoritățile erau îndreptățite, prin urmare, să-i extermine.

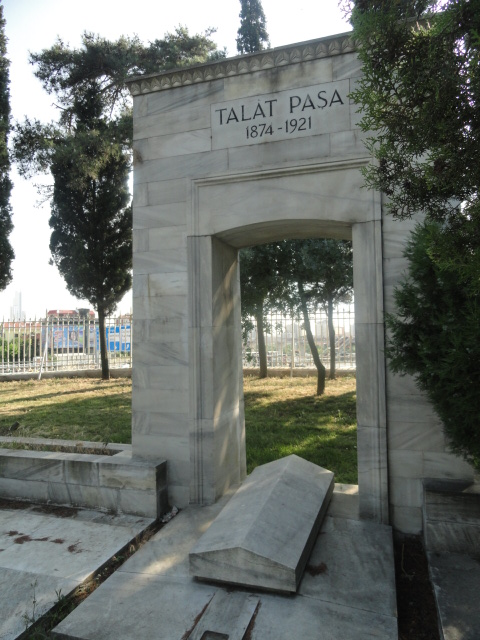
Mormântul lui Talaat Pașa în cimitirul Monumentului Libertății din Istanbul

El a fost îngropat în Cimitirul turcesc din Berlin. În 1943, rămășițele sale pământești au fost duse la Istanbul și reînhumate în cimitirul din districtul Șișli.

### Opinii moderne
Talaat Pașa, Enver Pașa și Gemal Pașa sunt considerați de către istorici ca principalii autori ai Genocidului Armean.
Istoricii au menționat influența Genocidului Armean asupra Holocaustului, care a avut loc cu câteva decenii mai târziu. Înregistrările arată că naziști discutau și lăudau modelul turcesc de exterminare încă de la începutul anilor 1920.
În Turcia modernă, criticile istoricilor la adresa lui Talaat și a celorlalți doi pași din triumvirat privesc intrarea Imperiului Otoman în Primul Război Mondial și împărțirea ulterioară a imperiului de către Aliați. Mustafa Kemal Atatürk, fondatorul Turciei moderne, i-a criticat puternic pe Talaat Pașa și pe colegii săi pentru politicile lor de dinaintea și din timpul Primului Război Mondial.
Un număr mare de străzi din Turcia îi poartă numele, precum și o stradă din orașul Pafos, în Republica Turcă a Ciprului de Nord, care conține o mare minoritate turcă.

## Referiri literare
Scriitorul Zaharia Stancu a introdus în romanul picaresc Jocul cu moartea (1962) mai multe referiri la Talaat Pașa. Diplomatul (un mincinos notoriu) îi spune în mai multe rânduri tânărului Darie (un alter ego al prozatorului) că decăderea lui se datorează lui Talaat, pe care-l cunoscuse la începutul secolului al XX-lea când fusese consul al României la Bitolia și pe care-l va blestema cât va trăi. Talaat, care era pe atunci un funcționar oarecare la poșta turcească din Bitolia, este descris ca fiind „scurt și gros”, un om „înecat în cărnuri și-n osânză”. Cei doi cutreierau cafenelele din Bitolia și Salonic, iar turcul, care era „stricăciunea însăși”, avea o patimă pentru relațiile pederaste.